# Burton Smith
Burton J. Smith (ca. 21 de março de 1941 - 2 de abril de 2018) foi um cientista da computação.